# 부산광역시의 유형문화재 (제1호 ~ 제100호)
부산광역시의 유형문화재는 유형문화재 중에서 부산광역시 내에 있는 문화재를 의미한다.

## 지정목록

### 제1호 ~ 제100호
| 번호  | 사진                           | 명칭                                                                                          | 소재지                                                    | 관리자 (단체)               | 지정일                                                                         | 참조 |
| 1호   |                                | 동래부 동헌 충신당 (東萊府 東軒 忠信堂)                                                       | 부산 동래구 명륜로112번길 61 (수안동, 동래부 동헌 충신당) | 동래구                      | 1972년 6월 26일 지정                                                           |      |
| 2호   |                                | 범어사일주문 (梵魚寺一柱門)                                                                   | 부산 금정구 청룡동 543                                    | 범어사                      | 1972년 6월 26일 지정, 2006년 2월 7일 해제, 보물 1461호로 승격                  |      |
| 3호   |                                | 다대진 동헌 (多大鎭 東軒)                                                                     | 부산 사하구 다대1동 산144번지                             | 사하구                      | 1972년 6월 26일 지정                                                           |      |
| 4호   |                                | 망미루 (望美樓)                                                                               | 부산 동래구 명륜로112번길 61 (수안동, 동래부 동헌 충신당) | 동래구                      | 1972년 6월 26일 지정                                                           |      |
| 5호   |                                | 동래부 동헌 외대문 (東萊府 東軒 外大門)                                                       | 부산 동래구 명륜로112번길 61 (수안동, 동래부 동헌 충신당) | 동래구                      | 1972년 6월 26일 지정, 2015년 5월 20일 명칭변경                                 |      |
| 6호   |                                | 동래향교 대성전 (東萊鄕校 大成殿)                                                             | 부산 동래구 동래로 103 (명륜동)                           | 부산광역시향교재단          | 1972년 6월 26일 지정                                                           |      |
| 7호   |                                | 충렬사 (忠烈祠)                                                                               | 부산 동래구 충렬대로 345 (안락동, 충렬사)                 | 충렬사관리사무소            | 1972년 6월 26일 지정                                                           |      |
| 8호   |                                | 동래 장관청 (東萊 將官廳)                                                                     | 부산 동래구 명륜로94번길 36-6 (수안동)                    | 동래기영회                  | 1972년 6월 26일 지정                                                           |      |
| 9호   |                                | 울주 대곡사지 오층석탑 (蔚州 大谷寺址 五層石塔)                                               | 부산 금정구 장전동 산30번지                               | 부산대학교                  | 1972년 6월 26일 지정                                                           |      |
| 10호  |                                | 삼층석탑 (三層石塔)                                                                           | 부산 서구 구덕로 225 (부민동2가, 동아대학교석당박물관)    | 동아대학교박물관            | 1972년 6월 26일 지정                                                           |      |
| 11호  |                                | 원효암 동편 삼층석탑 (元曉庵 東便 三層石塔)                                                   | 부산 금정구 범어사로 250 (청룡동)                         | 범어사                      | 1972년 6월 26일 지정                                                           |      |
| 12호  |                                | 원효암 서편 삼층석탑 (元曉庵 西便 三層石塔)                                                   | 부산 금정구 범어사로 250 (청룡동)                         | 범어사                      | 1972년 6월 26일 지정                                                           |      |
| 13호  |                                | 고려오층석탑 (高麗五層石塔)                                                                   | 부산 중구 장충동1가 93번지                                | 권호성                      | 1972년 6월 26일 지정, 2015년 7월 1일 해제, 타 시·도(경기도) 이건(移建)         |      |
| 14호  |                                | 만덕사지 당간지주 (萬德寺址 幢竿支株)                                                         | 부산 북구 만덕2동 784번지                                 | 만덕사                      | 1972년 6월 26일 지정                                                           |      |
| 15호  |                                | 범어사 당간지주 (梵魚寺 幢竿支柱)                                                             | 부산 금정구 범어사로 250 (청룡동)                         | 범어사                      | 1972년 6월 26일 지정                                                           |      |
| 16호  |                                | 범어사 석등 (梵魚寺 石燈)                                                                     | 부산 금정구 범어사로 250 (청룡동)                         | 범어사                      | 1972년 6월 26일 지정, 2007년 9월 12일 보호구역 해제                            |      |
| 17호  |                                | 경상좌수영성 남문 (慶尙左水營城 南門)                                                         | 부산 수영구 수영성로 43 (수영동)                          | 수영구                      | 1972년 6월 26일 지정, 2015년 3월 18일 명칭변경                                 |      |
| 18호  |                                | 동모 (銅矛)                                                                                   | 부산 동래구 복천로 63 (복천동, 복천박물관)                | 부산광역시립박물관 복천분관 | 1972년 6월 26일 지정                                                           |      |
| 19호  |                                | 동모 (銅矛)                                                                                   | 부산 동래구 복천로 63 (복천동, 복천박물관)                | 부산광역시립박물관          | 1972년 6월 26일 지정                                                           |      |
| 20호  |                                | 동파두 (銅把頭)                                                                               | 부산 부산진구 초읍동 105-1                                | 부산광역시립박물관 복천분관 | 1972년 6월 26일 지정                                                           |      |
| 21호  |                                | 군관청 (軍官廳)                                                                               | 부산 동래구 안락동 830                                    | 충렬사관리사무소            | 1973년 6월 8일 지정                                                            |      |
| 22호  |                                | 범어사명부전 (梵魚寺명부전)                                                                   | 부산 금정구 청룡동 546                                    | 범어사 주지(이상오)         | 1986년 5월 29일 지정, 1988년 11월 1일 해제, 화재로 소실                        |      |
| 23호  |                                | 범방동 삼층석탑 (凡方洞 三層石塔)                                                             | 부산 강서구 미음동 1520-325                               | 강서구                      | 1989년 3월 10일 지정                                                           |      |
| 24호  |                                | 동래부 동하면 고문서 (東來府 東下面 古文書)                                                   | 부산 남구 유엔평화로 63 (대연동, 부산시립박물관)          | 부산시립박물관장            | 1993년 12월 31일 지정, 2014년 10월 1일 명칭변경                                |      |
| 25호  |                                | 이안눌청룡암시목판 (李安訥靑龍巖詩木板)                                                       | 부산 금정구 청룡동 546                                    | 범어사                      | 1999년 9월 3일 지정, 2014년 10월 1일 명칭변경                                  |      |
| 26호  |                                | 범어사 천수 책판 (梵魚寺 千手 冊版)                                                           | 부산 금정구 청룡동 546                                    | 범어사                      | 1999년 9월 3일 지정, 2014년 10월 1일 명칭변경                                  |      |
| 27호  |                                | 범어사 어산집 책판 (梵魚寺 魚山集 冊版)                                                       | 부산 금정구 청룡동 546                                    | 범어사                      | 1999년 9월 3일 지정, 2014년 10월 1일 명칭변경                                  |      |
| 28호  |                                | 범어사기·범어사창건사적·범어사고적판 (梵魚寺紀·梵御寺創建史蹟·梵魚寺古蹟板)                   | 부산 금정구 청룡동 546                                    | 범어사                      | 1999년 9월 3일 지정                                                            |      |
| 29호  |                                | 범어사 선문촬요 책판 (梵魚寺 禪門撮要 冊版)                                                   | 부산 금정구 청룡동 546                                    | 범어사                      | 1999년 9월 3일 지정, 2014년 10월 1일 명칭변경                                  |      |
| 30호  |                                | 범어사 권왕문 책판 (梵魚寺 勸往文 冊版, 언문판)                                               | 부산 금정구 청룡동 546                                    | 범어사                      | 1999년 9월 3일 지정, 2014년 10월 1일 명칭변경                                  |      |
| 31호  |                                | 삼국유사 (三國遺事)                                                                           | 부산 금정구 청룡동 546 범어사                             | 범어사                      | 1999년 11월 19일 지정, 2002년 10월 19일 해제, 보물 419-3호로 승격              |      |
| 32호  |                                | 범어사 태전화상주심경 (梵魚寺 太顚和尙注心經)                                                 | 부산 금정구 청룡동 546                                    | 범어사                      | 1999년 11월 19일 지정, 2014년 10월 1일 명칭변경                                |      |
| 33호  |                                | 범어사 함허어록 (梵魚寺 函虛語錄)                                                             | 부산 금정구 청룡동 546                                    | 범어사                      | 1999년 11월 19일 지정, 2014년 10월 1일 명칭변경                                |      |
| 34호  |                                | 범어사 지공직지 (梵魚寺 指空直指)                                                             | 부산 금정구 청룡동 546                                    | 범어사                      | 1999년 11월 19일 지정, 2014년 10월 1일 명칭변경                                |      |
| 35호  |                                | 범어사 선종영가집 (梵魚寺 禪宗永嘉集)                                                         | 부산 금정구 청룡동 546                                    | 범어사                      | 1999년 11월 19일 지정, 2007년 9월 12일 보호구역 해제, 2014년 10월 1일 명칭변경 |      |
| 36호  |                                | 범어사 불설대보부모은중경 (梵魚寺 佛說大報父母恩重經)                                         | 부산 금정구 청룡동 546                                    | 범어사                      | 1999년 11월 19일 지정, 2014년 10월 1일 명칭변경                                |      |
| 37호  |                                | 범어사 육조대사법보단경 (梵魚寺 六祖大師法寶檀經)                                             | 부산 금정구 청룡동 546                                    | 범어사                      | 1999년 11월 19일 지정, 2014년 10월 1일 명칭변경                                |      |
| 38호  |                                | 범어사 금강반야바라밀경 (梵魚寺 金剛般若波羅密經)                                             | 부산 금정구 청룡동 546                                    | 범어사                      | 1999년 11월 19일 지정, 2014년 10월 1일 명칭변경, 2020년 4월 29일 명칭변경      |      |
| 39호  |                                | 범어사 불조역대통재 (梵魚寺 佛祖歷代通載)                                                     | 부산 금정구 청룡동 (범어사)                               | 범어사                      | 1999년 11월 19일 지정, 2014년 10월 1일 명칭변경                                |      |
| 40호  |                                | 범어사 몽산화상법어약록 (梵魚寺 蒙山和尙法語略錄)                                             | 부산 금정구 청룡동(범어사)                                | 범어사                      | 1999년 11월 19일 지정, 2014년 10월 1일 명칭변경                                |      |
| 41호  |                                | 범어사 묘법연화경 (梵魚寺 妙法蓮華經)                                                         | 부산 금정구 청룡동(범어사)                                | 범어사                      | 1999년 11월 19일 지정                                                          |      |
| 42호  |                                | 내원정사 진언집 (內院精舍 眞言集)                                                             | 부산 서구 엄광산로 40번길 80 내원정사                     | 내원정사                    | 2000년 12월 21일 지정, 2014년 10월 1일 명칭변경                                |      |
| 43호  |                                | 내원정사 조상경 (內院精舍 造像經)                                                             | 부산 서구 엄광산로 40번길 80 내원정사                     | 내원정사                    | 2000년 12월 21일 지정, 2014년 10월 1일 명칭변경                                |      |
| 44호  |                                | 내원정사 염불보권문 (內院精舍 念佛普勸文)                                                     | 부산 서구 엄광산로 40번길 80 내원정사                     | 내원정사                    | 2000년 12월 21일 지정, 2014년 10월 1일 명칭변경                                |      |
| 45호  |                                | 내원정사 묘법연화경 (內院精舍 妙法蓮華經)                                                     | 부산 서구 엄광산로 40번길 80 내원정사                     | 내원정사                    | 2000년 12월 21일 지정                                                          |      |
| 46호  |                                | 범어사명유제시루 (梵魚寺銘鍮製시루)                                                           | 부산 남구 대연동 시립박물관                               | 부산광역시                  | 2001년 5월 16일 지정                                                           |      |
| 47호  |                                | 내원정사 목조관음보살좌상 (內院精舍 木造觀音菩薩坐像)                                         | 부산 서구 엄광산로 40번길 80 내원정사                     | 내원정사                    | 2001년 10월 17일 지정, 2014년 10월 1일 명칭변경                                |      |
| 48호  |                                | 유원각선생 매안감고비 및 비각 (柔遠閣先生 埋案感古碑 및 碑閣)                                 | 부산 남구 대연동 시립박물관                               | 부산광역시                  | 2001년 10월 17일 지정                                                          |      |
| 49호  |                                | 포은시고 (圃隱詩藁)                                                                           | 부산 부산진구 초읍동 산51-1                               | 부산광역시                  | 2002년 5월 6일 지정                                                            |      |
| 50호  |                                | 가덕도 등대 (加德島 燈臺)                                                                     | 부산 강서구 가덕해안로 1237 (대항동)                      | 해양수산부                  | 2003년 9월 16일 지정                                                           |      |
| 51호  |                                | 범어사사천왕도 (梵魚寺四天王圖)                                                               | 부산 금정구 청룡동 546 범어사                             | 범어사                      | 2003년 9월 16일 지정                                                           |      |
| 52호  |                                | 범어사제석신중도 (梵魚寺帝釋神衆圖)                                                           | 부산 금정구 청룡동 546 범어사                             | 범어사                      | 2003년 9월 16일 지정                                                           |      |
| 53호  |                                | 범어사관음전백의관음보살도 (梵魚寺觀音殿白衣觀音菩薩圖)                                       | 부산 금정구 청룡동 546 범어사                             | 범어사                      | 2003년 9월 16일 지정                                                           |      |
| 54호  |                                | 마하사현왕도 (摩訶寺現王圖)                                                                   | 부산 연제구                                               | 범어사                      | 2003년 9월 16일 지정                                                           |      |
| 55호  |                                | 범어사의상대사영정 (梵魚寺義湘大師影幀)                                                       | 부산 금정구 청룡동 546 범어사                             | 범어사                      | 2003년 9월 16일 지정                                                           |      |
| 56호  |                                | 김윤겸 필 영남기행화첩 (金允謙 筆 嶺南紀行畵帖)                                               | 부산 서구 구덕로 225 (부민동2가, 동아대학교석당박물관)    | 동아대학교박물관            | 2004년 10월 4일 지정, 2014년 10월 1일 명칭변경                                 |      |
| 57호  |                                | 기영각 시첩 (耆英閣 詩帖)                                                                     | 부산 서구 구덕로 225 (부민동2가, 동아대학교석당박물관)    | 동아대학교박물관            | 2004년 10월 4일 지정                                                           |      |
| 58호  |                                | 금강전도 12첩 병풍 (金剛全圖 十二疊 屛風)                                                     | 부산 서구 구덕로 225 (부민동2가, 동아대학교석당박물관)    | 동아대학교박물관            | 2004년 10월 4일 지정, 2018년 10월 3일 명칭변경                                 |      |
| 59호  |                                | 동래 고지도 (東萊 古地圖)                                                                     | 부산 서구 구덕로 225 (부민동2가, 동아대학교석당박물관)    | .                           | 2004년 10월 4일 지정, 2014년 10월 1일 명칭변경                                 |      |
| 60호  |                                | 대원군 초상화 (大院君肖像畵)                                                                  | 부산 서구 구덕로 225 (부민동2가, 동아대학교석당박물관)    | .                           | 2004년 10월 4일 지정                                                           |      |
| 61호  |                                | 복천사지장시왕도 (福泉寺地藏十王圖)                                                           | 부산 영도구 신선동3가 산6 (복천사)                        | 복천사                      | 2005년 12월 27일 지정                                                          |      |
| 62호  |                                | 복천사아미타극락회상도 (福泉寺阿彌陀極樂會上圖)                                               | 부산 영도구 신선동3가 산6 (복천사)                        | 복천사                      | 2005년 12월 27일 지정                                                          |      |
| 63호  |                                | 범어사 팔상·독성·나한전 (梵魚寺 捌相·獨聖·羅漢殿)                                             | 부산 금정구 청룡동 546번지                                | 범어사                      | 2006년 7월 3일 지정                                                            |      |
| 64호  |                                | 대방광불화엄경 권40 (大方廣佛華嚴經 卷四十)                                                   | 부산 서구 구덕로 225 (부민동2가, 동아대학교석당박물관)    | .                           | 2006년 7월 3일 지정                                                            |      |
| 65호  |                                | 복천사조상경 (福泉寺造像經)                                                                   | 부산 영도구 신선동3가 산6 (복천사)                        | 복천사                      | 2006년 7월 3일 지정                                                            |      |
| 66호  |                                | 복천사 선원제전집도서 (福泉寺 禪源諸詮集都序)                                                 | 부산 영도구 신선동3가 산6 (복천사)                        | 복천사                      | 2006년 7월 3일 지정                                                            |      |
| 67호  |                                | 범어사 대웅전 영산회상도 (梵魚寺 大雄殿 靈山會上圖)                                           | 부산 금정구                                               | 범어사                      | 2006년 11월 25일 지정                                                          | ,    |
| 68호  |                                | 범어사 대웅전 삼장보살도 (梵魚寺 大雄殿 三藏菩薩圖)                                           | 부산 금정구                                               | 범어사                      | 2006년 11월 25일 지정                                                          | ,    |
| 69호  |                                | 범어사 대웅전 제석신중도 (梵魚寺 大雄殿 帝釋神衆圖)                                           | 부산 금정구                                               | 범어사                      | 2006년 11월 25일 지정                                                          | ,    |
| 70호  |                                | 범어사 관음전 목조관음보살좌상 (梵魚寺 觀音殿 木造觀音普薩坐像)                               | 부산 금정구                                               | 범어사                      | 2006년 11월 25일 지정                                                          | ,    |
| 71호  |                                | 범어사비로전목조비로자나삼존불좌상 (梵魚寺毘盧殿木造毘盧遮那三尊佛坐像)                       | 부산 금정구 청룡동 546                                    | 범어사                      | 2006년 11월 25일 지정                                                          | ,    |
| 72호  |                                | 범어사 미륵전 목조여래좌상 (梵魚寺 彌勒殿 木造如來坐像)                                       | 부산 금정구 청룡동 546                                    | 범어사                      | 2006년 11월 25일 지정                                                          | ,    |
| 73호  |                                | 범어사석조연화대좌하대석 (梵魚寺石造蓮花臺座下臺石)                                           | 부산 금정구                                               | 범어사                      | 2006년 11월 25일 지정                                                          | ,    |
| 74호  |                                | 자수 책거리 병풍 (刺繡 冊巨里 屛風)                                                           | 부산 수영구                                               | 김동수                      | 2006년 11월 25일 지정, 2014년 10월 1일 명칭변경                                | ,    |
| 75호  |                                | 남지기로회도 (南池耆老會圖)                                                                   | 부산 서구 구덕로 225 (부민동2가, 동아대학교석당박물관)    | .                           | 2007년 9월 7일 지정                                                            |      |
| 76호  |                                | 불설장수멸죄호제동자다라니경 (佛說長壽滅罪護諸童子?羅尼經)                                    | 부산 금정구 남산동 385번지 금정중학교                     | .                           | 2007년 9월 7일 지정                                                            |      |
| 77호  |                                | 어전준천제명첩 (御前濬川題名帖)                                                               | 부산 남구 대연동 부산박물관                               | .                           | 2007년 9월 7일 지정                                                            |      |
| 78호  |                                | 천상열차분야지도 (天象列次分野之圖)                                                           | 부산 남구 대연동 부산박물관                               | .                           | 2007년 9월 7일 지정                                                            |      |
| 79호  |                                | 이의양 필 산수도 (李義養 筆 山水圖)                                                           | 부산 남구 대연동 부산박물관                               | .                           | 2007년 9월 7일 지정, 2014년 10월 1일 명칭변경                                  |      |
| 80호  |                                | 범어사 금강반야바라밀경 (梵魚寺 金剛般若波羅密經)                                             | 부산 금정구 청룡동 범어사                                 | 범어사                      | 2007년 9월 7일 지정, 2014년 10월 1일 명칭변경                                  |      |
| 81호  |                                | 범어사 보리달마사행론 (梵魚寺 菩堤達摩四行論)                                                 | 부산 금정구 청룡동 범어사                                 | 범어사                      | 2007년 9월 7일 지정, 2014년 10월 1일 명칭변경                                  |      |
| 82호  |                                | 범어사 선문염송집 (梵魚寺 禪門拈頌集)                                                         | 부산 금정구 청룡동 범어사                                 | .                           | 2007년 9월 7일 지정, 2014년 10월 1일 명칭변경                                  |      |
| 83호  |                                | 대방광불화엄경 권41 (大方廣佛華嚴經 卷四十一)                                                 | 부산 서구 구덕로 225 (부민동2가, 동아대학교석당박물관)    | .                           | 2007년 9월 7일 지정                                                            |      |
| 84호  |                                | 이덕성가문적 (李德成家 文籍)                                                                  | 부산 남구                                                 | .                           | 2008년 4월 2일 지정                                                            |      |
| 85호  |                                | 장안사응진전석조석가삼존십육나한상 (長安寺 應眞殿 石造釋迦三尊十六羅漢像)                     | 부산 기장군 장안읍 장안리 598번지 장안사                  | 장안사                      | 2008년 4월 2일 지정                                                            |      |
| 86호  |                                | 장안사 명부전 석조지장보살삼존 및 시왕상 일괄 (長安寺 冥府殿 石造地藏菩薩三尊 및 十王像 一括) | 부산 기장군 장안읍 장안리 598번지 장안사                  | 장안사                      | 2008년 4월 2일 지정, 2018년 10월 3일 명칭변경                                  |      |
| 87호  |                                | 장안사대웅전석가영산회상도 (長安寺 大雄殿 釋迦靈山會上圖)                                     | 부산 기장군 장안읍 장안리 598번지 장안사                  | 장안사                      | 2008년 4월 2일 지정                                                            |      |
| 88호  |                                | 장안사응진전석가영산회상도 (長安寺 應眞殿 釋迦靈山會上圖)                                     | 부산 기장군 장안읍 장안리 598번지 장안사                  | 장안사                      | 2008년 4월 2일 지정                                                            |      |
| 89호  |                                | 장안사명부전지장보살도 (長安寺 冥府殿 地藏菩薩圖)                                             | 부산 기장군 장안읍 장안리 598번지 장안사                  | 장안사                      | 2008년 4월 2일 지정                                                            |      |
| 90호  |                                | 범어사동종 (梵魚寺 銅鐘)                                                                      | 부산 금정구 청룡동 546번지                                | 범어사                      | 2008년 9월 11일 지정                                                           |      |
| 91호  |                                | 운수사대웅전 (雲水寺 大雄殿)                                                                  | 부산 사상구 모라동 5번지                                  | 운수사                      | 2008년 9월 11일 지정, 2016년 3월 2일 해제, 보물 제1896호로 승격                |      |
| 92호  | 운수사 대웅전 석조여래삼존좌상 | 운수사대웅전석조여래삼존좌상 (雲水寺 大雄殿 石造如來三尊坐像)                                 | 부산 사상구 모라동 5번지                                  | 운수사                      | 2008년 9월 11일 지정                                                           |      |
| 93호  |                                | 국청사소장강희5년명금고 (國淸寺 所藏 康熙五年銘 金鼓)                                         | 부산 금정구 금성동 397번지                                | 국청사                      | 2008년 9월 11일 지정, 2011년 12월 28일 해제, 보물 1733호로 승격                |      |
| 94호  |                                | 장안사대웅전석조삼세불좌상 (長安寺 大雄殿 石造三世佛坐像)                                     | 부산 기장군 장안읍 장안리 598번지                         | 장안사                      | 2008년 12월 16일 지정, 2014년 5월 8일 해제, 보물 1824호로 승격                 |      |
| 95호  |                                | 선암사 목조아미타여래좌상 및 복장유물 (仙巖寺 木造阿彌陀如來坐像 및 服藏遺物)                 | 부산 부산진구 부암3동 628번지                             | 선암사                      | 2008년 12월 16일 지정, 2014년 10월 1일 명칭변경                                |      |
| 96호  |                                | 범어사원효암목조관음보살좌상 (梵魚寺 元曉庵 木造觀音菩薩坐像)                                 | 부산 금정구                                               | .                           | 2008년 12월 16일 지정                                                          |      |
| 97호  |                                | 원광사석가설법도 (圓光寺 釋迦說法圖)                                                          | 부산 동래구 사직동 산74-12번지                            | 원광사                      | 2008년 12월 16일 지정                                                          |      |
| 98호  |                                | 동래향청 고왕록 (東萊鄕廳 考往錄)                                                             | 부산 동래구 명륜동 235번지                                | 동래향교                    | 2008년 12월 16일 지정                                                          |      |
| 99호  |                                | 동래향교 고왕록 (東萊鄕校 考往錄)                                                             | 부산 동래구 명륜동 235번지                                | .                           | 2008년 12월 16일 지정                                                          |      |
| 100호 |                                | 대안원년명 반자 (大安元年銘 半子)                                                             | 부산 서구                                                 | 동아대학교박물관            | 2010년 9월 20일 지정                                                           |      |